# Fear of missing out

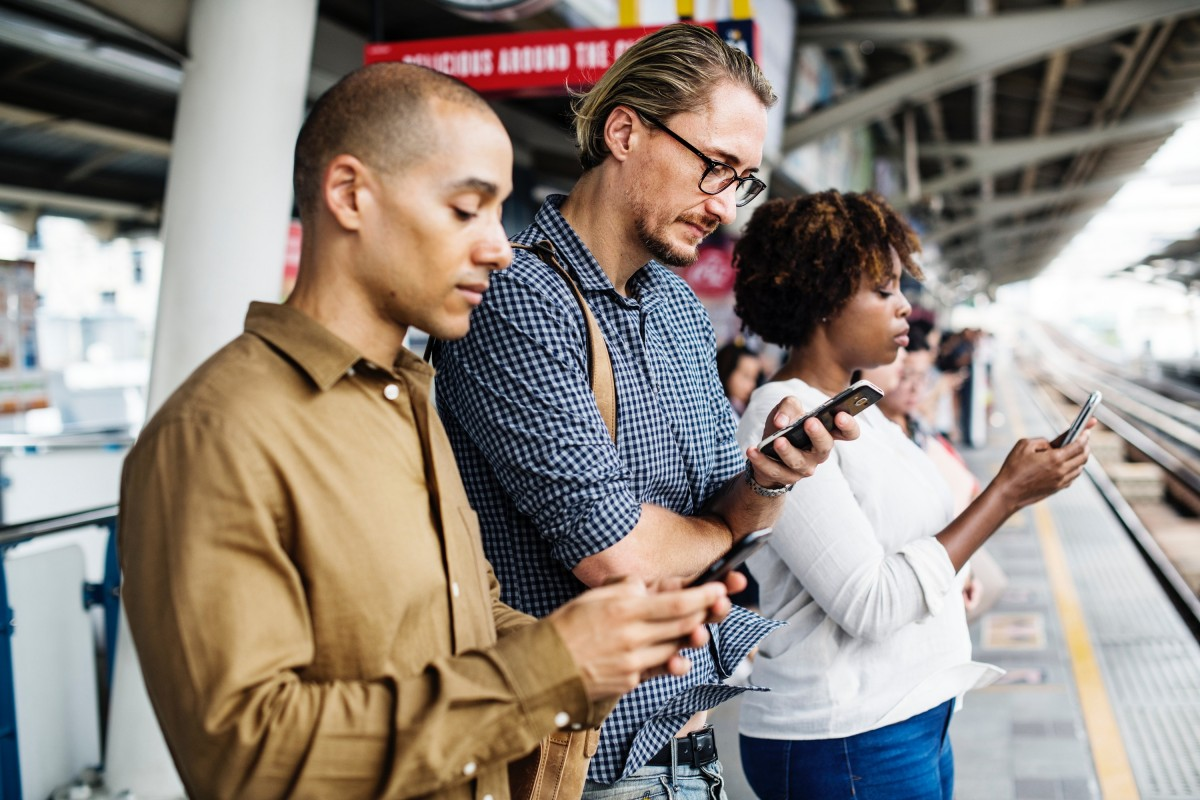
Gebruik van smartphones om te kijken wat anderen doen.

Fear of missing out of FOMO (in het Nederlands angst om iets te missen) is een vorm van sociale angst of bezorgdheid die een persoon kan ervaren.
Het fenomeen beschrijft de obsessieve bezorgdheid om een sociale interactie, ervaring of andere gebeurtenis mis te lopen en het niet bij te kunnen houden. Dit gevoel wordt vooral geassocieerd met of versterkt door moderne technologieën zoals smartphones en sociale media.

## Beschrijving
Het fenomeen werd voor het eerst genoemd in 1996 door marketingstrateeg Dan Herman. Hij omschreef het als in een snoepwinkel staan met slechts een kwartje op zak, en doelde vooral op koopgedrag. In 2004 werd de term gepopulariseerd door Harvard-student Patrick J. McGinnis in een artikel voor zijn campuskrant. Hij gebruikte het om een gevoel van de toen nog jonge digitale generatie te beschrijven.
De angst om iets te missen is zo oud als de samenleving. Mensen organiseren zich in groepen, maar maken daar slechts tijdelijk deel van uit. Bij een groep horen is een menselijke behoefte, dus afwezig zijn kan ongemakkelijk aanvoelen. Psycholoog en gedragswetenschapper Dan Ariely van Duke University beschrijft het fenomeen als: "de angst om de verkeerde beslissingen te nemen over hoe tijd te besteden en mogelijk de meest populaire feesten, grappigste activiteiten of beste ervaringen mis te lopen."
Deze angst kan leiden van constante innerlijke rusteloosheid, tot haasten van gebeurtenis naar gebeurtenis, zonder echt van dingen te genieten. Een constante blik op de klok en de zorg dat er ergens anders iets zou kunnen worden gemist, is vaak waarneembaar.
In de tegenwoordige tijd beschrijft FOMO de druk van constant online moeten zijn om geen enkele ervaring of ontmoeting te missen. Dit gevoel is de afgelopen jaren versterkt onder invloed van digitale media en communicatiemiddelen. De mediaplatforms zijn altijd toegankelijk en maken de samenleving tijd- en plaatsonafhankelijk.
Sociale media is volgens psycholoog Andrew Przybylski niet de veroorzaker van FOMO, het geeft wel sneller en dieper inzicht in het leven van vrienden en kennissen dan anders mogelijk zou zijn. Uit een studie blijkt dat er bij FOMO geen verschillen zijn tussen generaties. Zo lijkt het fenomeen eerder verband te houden met de hoeveelheid en intensiteit van het socialemediagebruik, dan dat het leeftijdsgebonden is.
Gebruikers van Facebook, Twitter, Instagram, TikTok en vele andere platforms kunnen via continue updates worden geïnformeerd over de activiteiten van hun vrienden. Gedragswetenschappers denken dat dit de angst vergroot om belangrijke dingen te missen. Daarnaast bieden sociale netwerken de mogelijkheid om constant met anderen te vergelijken.
Experts gaan ervan uit dat een belangrijke veroorzaker het overmatige informatieaanbod is dat men via sociale netwerken binnenkrijgt.

## Kenmerken
FOMO kan zich bijvoorbeeld als volgt manifesteren:
- Een missend gevoel bij het zien van een activiteit waar veel anderen wel bij zijn.
- Bang dat de ervaringen van vrienden of andere mensen beter zullen zijn dan die van zichzelf.
- Rusteloos en nerveus als hij of zij niet weet wat vrienden op dit moment doen.
- Als iemand iets onderneemt, moet dit altijd online met anderen worden gedeeld, bijvoorbeeld op sociale mediaplatforms.
- Zeer actief zijn op sociale netwerken, ook tijdens de maaltijd of in gezelschap.
- Moeite om zich te concentreren tijdens het studeren of werken omdat men steeds de drang voelt om online te zijn en naar nieuwe berichten te kijken.
- Steeds de behoefte voelen om de smartphone te gebruiken tijdens het autorijden.
- Het gevoel om het maximale uit elke dag te moeten halen.